# حروب كاندية
الحروب الكاندية مصطلح يشير إلى فترة تقاتُل مملكة كاندي والقوات البريطانية الاستعمارية على الجزيرة المدعوة حاليًّا «سريلانكا»، بين 1796 و1818؛ تشير إلى الحملات الاستكشافية للجيش البريطاني على مملكة كاندي في 1803 و1815.

## خلفية
بين 1638–1658 تدخلت شركة الهند الشرقية الهولندية في الحرب السنهالية البرتغالية، مستولية على كل الممتلكات التي كانت للبرتغاليين في جزيرة سيلان (التي تُدعى الآن سريلانكا). أسسوا سيلان الهولندية، متحكمين في الأراضي المنخفضة والساحلية، في حين حافظت مملكة كاندي على استقلالها في المناطق الداخلية الشرقية الجبلية. وفي 1795 أُسقطت الجمهورية الهولندية بمساعدة فرنسية، وقامت الجمهورية الباتافية جمهورية دُمية. كانت بريطانيا في حرب ضد فرنسا، فخشيت أن يقع ميناء ترينكومالي وغيره من مواني الجزيرة المهمة استراتيجيًّا في يد فرنسا. عقب «خطابات كيو» في 1795، تغلبت بريطانيا على الممتلكات الهولندية في سريلانكا، ولم تكن تلك الممتلكات مقصورة على ترينكومالي، بل شملت أيضًا باتيكالوا وغالي وجفنا، إلى جانب كل الأراضي السريلانكية الساحلية المنخفضة. كانت مستعمرة سيلان البريطانية الجديدة عازمة على السيطرة على الجزيرة كلها، وأصلحت الهياكل الاجتماعية التقليدية التي من قَبيل النظام الطبقي و«الراجاكاريّة» (تعني حرفيًّا: عمالة الملِك، أي العمال والعشور التي للملك). هذا زاد التوتر بينهم وبين مملكة كاندي المستقلة.
ظلت سريلانكا الوسطى الجبلية مستقلة، بعدما صمدت 250 عامًا أمام المحاولات الأوروبية للسيطرة على سيلان. كانت كاندي حينئذ تحت حكم أسرة ناياكا. رُفضت المساعي البريطانية المبدئية لمعاهدة المملكة الجبلية. كانت المملكة متزعزعة في داخلها أصلًا، إذ كان الملك سِرِي ڤِكراما تحت تقويض وتآمر من النبلاء السنهاليين النافذين، ومن موتوسامي (صهر الملك السابق، راجادِيراجاسِنْغا) الذي فر إلى الأراضي الخاضعة للبريطانيين في أوائل القرن التاسع عشر وأخذ من ساعتها يحرض على الملك المحاصَر.
بلغت الحامية البريطانية الأولى نحو 6,000 جندي، زادوا بعد تجنيد الجنود الهنود، وكان لتلك القوات سيطرة مطلقة على البحر. أما كاندي فامتازت بموقعها الجبلي الوعر التضاريس، وخبرة أهلها في مقاومة المستعمِرين الأوروبيين طيلة 4 قرون.

## الحرب الأولى (1803–1805)
اندلعت الحرب الأولى بسبب مَكايد پيليماتالاوي (وزير سري ڤِكراما) الذي انشق لصالح البريطانيين وعرض عليهم أن يدلّهم عبر الممرات الجبلية السريلانكية المتعرجة المُفضِية إلى العاصمة. فغضب ملك كاندي وأعدم أسرة الوزير.
أرسل البريطانيون قوتين منفصلتين إلى كاندي، واحدة من كولمبو بقيادة اللواء هاي ماكدوال، وواحدة من ترينكومالي بقيادة العقيد باربوت. تألفت القوتان من: فوج المشاة الحادي والخمسين، وفوج المشاة التاسع عشر، والملايو (مسلمين)، وفوج سيلان الأول، وفوج سيلان الثاني (كان كله من السنهاليين) وفوق سيلان الثالث (كان مزيجًا من الملايو والسنهاليين). وأما القوات الكاندية فكان فيها وحدة واحدة على الأقل تحت قيادة أمير الملايو المسلم «سانْغُنْغلو»، وفي هذا إشارة مهمة للتعدد العرقي الذي كان في المملكة الجبلية. بعد قتال محتدم، وجدت القوات البريطانية سِنكاداجالة (كاندي) مهجورة في فبراير 1803. وسرعان ما أسسوا حامية، وتوّجوا موتوسامي ملكًا دُمية على كاندي، وبدؤوا إخضاع بقية المملكة.
لكن بُعَيد تلك النجاحات المبكرة تعرض الجيش لعدة نكسات. كان الوزير المسؤول عن إرشاد البريطانيين في كاندي قد بالغ في مدى السخط المتعرِّض له الملك، وفي الواقع واجه البريطانيون مقاومة شديدة. لجأ الكانديون إلى أساليب حرب العصابات (التي لجؤوا إليها ضد البرتغاليين والهولنديين)، وصعُب نزحهم. أما الحامية التي تُركت في سِنكاداجالة لحماية العاصمة فدمرها المرض، والأهم من هذا أن عددًا من الجنود الهنود المحليين انشقوا إلى الكانديين، ومنهم واحد من الملايو يُدعى ويليام أودين، هو نفسه الذي صار بعد أعوام أول سريلانكي يُنفى إلى أستراليا.
في مارس، شن الكانديون هجمة مضادة، وتغلبوا على سِنكاداجالة، وأسروا باربوت وأعدموه، واستأصلوا بقية الحامية البريطانية، ولم يَنْجُ إلا واحد –وإن قالت مصادر أخرى إن النُّجاة كانوا أربعة–، هو العريف جورج بارنسلي من فوج المشاة التاسع عشر، نجا ليخبر قومه بما حصل. وأما الجيش البريطاني المتقهقِر فانهزم على ضفاف نهر «ماهاوالي»، ولم يَبق منه إلا أربعة.
لكن على رغم الانتكاسة، ظل البريطانيون أسياد الأراضي التي تغلبوا عليها، وأثبتت الحملة الكاندية المضادة المأساوية لاحقًا ذلك العام. أخذ الجيش الكاندي مَدافع الأرطال الستة التي اغتنمها، وتقدم عبر الممرات الجبلية إلى مدينة هانويلا، وهنالك هزمته القوة النارية البريطانية هزيمة منكرة، واضطرت سري ڤِكراما إلى الفرار إلى الجبال. عندما ذاع خبر الغزو الكاندي اندلع تمرد عام في المناطق المحتلة، لكن البريطانيين قمعوه.
واصل فريدريك نورث (حاكم سيلان من 1798 إلى 1805) الضغط على الحدود الكاندية بهجمات عديدة، وفي 1804 بعث إلى سِنكاداجالة قوة بقيادة النقيب آرثر جونسون. وكما كان معتادًا على مدى قرنين سابقين تقريبًا، هزم الكانديون البريطانيين في المنطقة الجبلية التي كانت لهم وطنًا. وفي 1805 شجعهم نجاحهم على الاستحواذ على مدينة كاتوانا الحدودية، وكان هذا –إلى جانب انتصارهم في 1803 في معركة ماهاوالي– آخر انتصاراتهم العسكرية القيّمة.
لم تُبرَم أي معاهدة رسمية تنهي الحرب الكاندية الأولى، لكن تعيين الجنرال توماس ميتلاند حاكمًا على سيلان في 1805 يُعد نهاية هذه المرحلة القتالية الأولى.

## ما بين الحربين (1805–1815)
تطورت الأحداث في الأعوام العشرة التي بين نهاية الحرب الكاندية الأولى وبداية الثانية، إلى حد أن طبيعة الصراع الثاني كانت مختلفة جدًّا عن طبيعة الأول. ففي 1805 اضطُر البريطانيون إلى مواجهة النبلاء المحليين الشديدي العدائية، وأما في 1815 فكان هؤلاء النبلاء أنفسهم هم من دعَوا البريطانيين إلى كاندي وعاونوهم على إزاحة سري ڤِكراما.